# Liacarus angustatus
Liacarus angustatus är en kvalsterart som först beskrevs av H. Weigmann 1976.  Liacarus angustatus ingår i släktet Liacarus och familjen Liacaridae. Inga underarter finns listade i Catalogue of Life.